# 馬格諾利亞 (印第安納州)
馬格諾利亞（英語：Magnolia）是位於美國印第安納州克勞福德縣的一個非建制地區。該地的面積和人口皆未知。

## 地理
馬格諾利亞的座標為38°14′57″N 86°23′35″W / 38.24917°N 86.39306°W，而該地的平均海拔高度為153米（即502英尺）。